# سرگئی آواکیانتس
سرگئی آواکیانتس (ارمنی: Սերգեյ Իոսիֆի Ավագյանց؛ روسی: Сергей Иосифович Авакянц؛ زادهٔ ۶ آوریل ۱۹۵۷) یک فرد نظامی اهل ارمنستان-روسیه، افسر دریایی روسیه و دریافت کننده نشان مقررات دریانوردی و نشان خدمت به کشور در نیروهای مسلح اتحاد جماهیر شوروی است.

## زندگی‌نامه
در تاریخ ۶ آوریل ۱۹۵۷ در ارمنستان، متولد شد و پسر یک افسر بود. او در سال ۱۹۸۰ از مدرسه نیروی دریایی ناخیموف فارغ‌التحصیل شد و از سال ۱۹۸۹ تا ۱۹۹۱ در کلاس‌های ارتش ویژه نیروی دریایی را شرکت کرد و هفت سال بعد از آکادمی نیروی دریایی کوزنتسف فارغ‌التحصیل شد. او در ناوگان شمالی خدمت کرده و برای خدمت در دریانورد دریایی ناوگان لوبوف، که بعدها به مارشال اوستینوف تغییر نام داد، تلاش کرد. از سال ۱۹۹۱ تا ۱۹۹۶ او افسر فرماندهٔ همان رزمناو بود. تا اکتبر سال ۱۹۹۶، معاون فرمانده بود و در سال ۲۰۰۱، فرمانده بخش موشک ناوگان شمالی شد. از سال ۲۰۰۴ تا ۲۰۰۷ او رئیس کارکنان اسکادران عملیات ناوگان شمالی شد. او سال‌های بین ۲۰۰۵ و ۲۰۰۷ را در آکادمی نظامی ستاد مشترک نیروهای مسلح روسیه گذراند و در آن ماه ژوئن رئیس کارکنان نیروی دریایی نووروسویک ناوگان دریای سیاه شد. در ماه اوت سال جاری، معاون فرمانده نیروی دریایی و ناوگان اقیانوس آرام شد. از ماه مه ۲۰۱۲ او توسط فرمان رئیس‌جمهور روسیه، فرمانده ناوگان اقیانوس آرام بوده‌است.